# 瑞新龙属
瑞新龙（属名：Ruixinia）是一属已灭绝的多孔椎龙类巨龙形类恐龙，发现于中国早白垩世（巴列姆阶）的义县组。属下仅包含单一物种张氏瑞新龙（Ruixinia zhangi），所知于一个部分连接的骨骼。瑞新龙正模标本具有亚洲巨龙形类中最完整的尾椎系列。

## 描述
瑞新龙是种中型蜥脚类，估计长约12米。
其颈长超过4米，由至少15节颈椎组成。如此大量的颈椎与东北巨龙、盘足龙和马门溪龙相似。
其尾部至少由52节椎骨组成。最后几节椎骨融合成一块――这是仅在一些侏罗纪亚洲蜥脚类身上才出现的不寻常特征。然而瑞新龙的融合椎骨形成棍状结构，与这三个分类单元不同。
其人字骨非常独特，尤其是第20节尾椎的人字骨呈五边形。

## 分类
莫进尤第人发现本属是种原始泰坦巨龙类，是由大夏巨龙及岘山龙构成的演化支的姊妹分类单元。但也有人提出两者与马门溪龙科近缘，且莫进尤等人也注意到瑞新龙与马门溪龙之间的几个相似之处。未发现瑞新龙与同时期的东北巨龙和辽宁巨龙存在较近关系。

## 古生态群
瑞新龙为热河群成员之一，另外两种蜥脚类东北巨龙和辽宁巨龙也属于该群。